# فهرست میراث جهانی در نیوزیلند
میراث جهانی در زیلاند نو تا تاریخ ۲۰۲۵ شامل سه اثر ثبت شده در کشور قلمرو همسود نیوزیلند (زیلاند نو) است که توسط میراث جهانی ثبت شده است.
سایت‌های سازمان میراث جهانی آموزشی، علمی و فرهنگی سازمان ملل متحد، یونسکو، مکان‌هایی هستند که دارای اهمیت فرهنگی یا طبیعی هستند، همان‌طور که در پیمان‌نامه میراث جهانی، که در سال ۱۹۷۲ تأسیس شده، شرح داده شده است. زیلاند نو این پیمان‌نامه را در ۲۲ نوامبر ۱۹۸۴ پذیرفت و از آن هنگام، مکان‌های طبیعی و فرهنگی زلاند نو واجد شرایط برای گنجانده شدن در فهرست میراث جهانی هستند.
زیلاند نو سه میراث ثبت شده و ۸ نامزد در فهرست آزمایشی ثبت جهانی دارد. دو سایت اول در سال ۱۹۹۰ و مورد سوم در سال ۱۹۹۸ ثبت شده است. پارک ملی تونگاریرو به دلیل اهمیت فرهنگی و طبیعی آن ذکر شده است در حالی که دو سایت دیگر طبیعی هستند. نیوزیلند یک بار در کمیته میراث جهانی میزبانی کرده است.

## میراث جهانی
یونسکو سایت‌ها را با ده معیار فهرست می‌کند. هر ورودی باید حداقل یکی از معیارها را داشته باشد.
| # | نگاره                              | نام                                          | موقعیت                                    | سال ثبت | ش ثبتمعیارها          | شرح | منبع        |
| ۱ | پارک ملی تونگاریرو                 | منظره با درختچه‌ها و کوه آتشفشانی در پس زمینه | Manawatū-Whanganui                        | ۱۹۹۰    | 421bis; vi, vii, viii | این پارک در پایانه حلقه آتش اقیانوس آرام واقع شده و دارای آتشفشانهای فعال و منقرض شده، دهانه‌ها، دریچه‌ها، خروجی گدازه‌ها و دریاچه‌هایی است. علائم فعالیت یخبندان وجود دارد که یخچال‌های طبیعی باقی مانده به دامنه کوه روپهو محدود می‌شوند. انواع زیستگاه متنوعی وجود دارد؛ از جمله جنگل‌های بارانی پهن‌برگ دشت، جنگل‌های راش جنوبی و مزارع یخ در ارتفاعات بالا. در سال ۱۹۹۰، این سایت به دلیل اهمیت طبیعی آن ثبت شد، با این حال، به دنبال معیارهای اصلاح شده، در سال ۱۹۹۳ اولین سایتی شد که تحت معیارهای یک چشم‌انداز فرهنگی قرار گرفت. کوه‌ها برای مائوری‌ها مقدس هستند زیرا نشانگر پیوند معنوی بین مردم و طبیعت هستند.                                                                    | [ ۴ ] [ ۵ ] |
| ۲ | ته واهیپونامو – جنوب غربی نیوزیلند | یک مسیر پیاده‌روی به سمت کوه‌های پوشیده از برف | اوتاگو، منطقه ساوتلند، وست کوست، نیوزیلند | ۱۹۹۰    | 551; vii, viii, ix, x | این پارک بزرگ ملی ۱۰٪ از زمین‌های نیوزیلند را در بر می‌گیرد. در سواحل قسمت جنوب غربی جزیره جنوبی واقع شده و حاوی بخش‌هایی از رشته‌کوه آلپ جنوبی است. این منظره توسط یخچال‌های طبیعی و آبدره‌ها، دره‌ها و یک ساحل ناهموار شکل گرفته است. پوشش گیاهی و جانوری نمایان‌گر زیست‌بوم گوندوانا ماقبل تاریخ هستند که به دلیل انزوا جزایر در اینجا بیشتر از جاهای دیگر سالم مانده است. جنگل‌های راش جنوبی و بوداکاجیان، جنگل بارانی معتدله، چمنزارها و تالابها وجود دارد. عدم وجود شکارچیان پستانداران منجر به تکامل جانوران خاصی شده که شامل کیوی قهوه‌ای جنوبی، تاکاهه، و کیا است. گونهٔ کاکاپو تا اوایل دهه ۱۹۸۰ در سرزمین اصلی زندگی می‌کرد، اما اکنون فقط در برخی از جزایر دریایی زنده مانده است. | [ ۶ ]       |
| ۳ | جزایر منجمد جنوبی نیوزیلند         | دسته ای شیر دریایی نیوزیلندی                 | جزایر منجمد جنوبی                         | ۱۹۹۸    | 877; ix, x            | این مجموعه شامل پنج دسته از جزایر اقیانوس منجمد جنوبی است: جزایر آنتیپودیز، اوکلند، بونتی، سنارِس، و کمپبل. این جزایر در یک اقیانوس بسیار مولد واقع شده‌اند و محل اجتماعات بزرگ و متنوع دریایی و پنگوئن‌ها هستند، از جمله برخی از گونه‌هایی که فقط در اینجا زندگی می‌کنند. ده گونه از آلباتروس، باکلان جزیره بانتی، و تعداد زیادی کبوتردریایی دودی هستند. این جزایر محل زندگی اکثر شیرهای دریایی نیوزیلند است و آب‌های پیرامونی دارای نهنگ صاف جنوبی هستند. پوشش گیاهی معمول در جزایر بزرگ‌علف است، گیاهانی که به عنوان سازگاری با محیط سخت به اندازه‌های بزرگ تکامل یافته‌اند | [ ۷ ]       |

## فهرست آزمایشی
افزون بر سایت‌های موجود در فهرست میراث جهانی، کشورهای عضو می‌توانند فهرستی از سایت‌های آزمایشی را که ممکن است برای نامزدی در نظر بگیرند، در این فهرست قرار دهند. نامزدها در فهرست میراث جهانی تنها در صورتی پذیرفته می‌شوند که سایت پیش‌تر در فهرست آزمایشی قرار داشته باشد.
زلاند نو ۸ نامزد در این فهرست دارد.
| # | نگاره                                                 | نام                                                                           | موقعیت                      | سال ثبت | ش ثبتمعیارها         | شرح | منبع   |
| ۱ | Auckland volcanic fields                              | Grass-covered terraces on the slopes of a volcanic cone                       | منطقه آوکلند                | ۲۰۰۷    | ii, iii, iv, v, viii | چشم‌انداز فرهنگی پیرامون اوکلند طی قرن‌ها با فعالیت‌های آتشفشانی و حضور مردم مائوری شکل گرفته است. اولی منجر به مخروط‌های آتشفشانی بی شماری شد که هر یک از آنها در یک قسمت فوران تولید شدند و آخرین فوران ۶۰۰ سال پیش اتفاق افتاد. تفاله معدنی و آب‌دهانه و میدان گدازه در اینجا وجود دارد. دامنه مخروط‌ها توسط مائوری‌ها اصلاح شد تا تراس‌ها را برای پشتیبانی از باغ‌ها در خاک‌های آتشفشانی حاصلخیز و همچنین استحکامات شکل دهند. تراس‌های موجود در ماونگاکیکی تپه یک درخت به تصویر کشیده شده است. | [ ۹ ]  |
| ۲ | Waters and seabed of Fiordland (Te Moana O Atawhenua) | آبدره در ابر                                                                  | منطقه ساوتلند               | ۲۰۰۷    | vii, viii, ix, x     | این یک پیشنهاد برای اصلاح میراث جهانی ته واهیپونامو است که تأکید بیشتری بر بسترهای دریایی و آبدره‌های منطقه دارد. این الحاقیه شامل هشت ذخیره‌گاه دریایی است. | [ ۱۰ ] |
| ۳ | پارک ملی کاهورانگی, فیرول اسپیت و سیستم کارست کنان    | River through hills and mountains covered by lush vegetation                  | وست کوست، نیوزیلند          | ۲۰۰۷    | vii, viii, ix, x     | پارک ملی کاهورانگی دارای زیستگاه های متنوعی از جمله جنگل بارانی معتدله، چمنزارها ، تپه ها و باتلاق ها و همچنین نواحی کوهستانی مانند خلاش‌های کوهستانی ، دامنه واریزه‌ای، سیرک یخچالی، چمنزارها و بوته ها است. فِیروِل اِسپیت یک مرتع ) به طول ۳۰ کیلومتر (۱۹ مایل) زبانه ساحلی است. این یک زیستگاه مهم برای پرندگان ساحل است. | [ ۱۱ ] |
| ۴ | Kerikeri Basin historic precinct                      | خانه های سنگی قرن نوزدهم در نزدیکی یک رودخانه                                 | منطقه نورثلند               | ۲۰۰۷    | ii, iii, iv, v, vi   | The basin of the Kerikeri River was inhabited by the مائوری before the arrival of the Europeans. It was a point of contact between the locals and the Christian missionaries who established a mission here in 1819, as the first European settlement in New_Zealand. Two of the buildings that have been preserved, the Mission House from 1822, and the Stone Store from 1836, are the oldest building and the oldest stone building in the country, respectively. The Māori settlement was located nearby.                                                                                           |        |
| ۵ | جزایر کرمادک                                          | A view of the ocean and some islets through vegetation                        | جزیره‌های دورافتاده نیوزیلند | ۲۰۰۷    | vii, viii, ix, x     | The group of islands is located around ۱٬۱۰۰ کیلومتر (۶۸۰ مایل) north-east of the جزیره شمالی. The largest island is جزیره رائول (pictured). Both the islands and the surrounding marine reserve are strictly protected. Since the 1990s, a rehabilitation project has been going on on the islands to remove weeds and pests brought by humans. |        |
| ۶ | نیپیر                                                 | An Art Deco building with the words Halsbury Chambers 1932 above the entrance | Hawke's Bay                 | ۲۰۰۷    | ii, iv, vi           | In 1931, a major earthquake destroyed the town of Napier that was originally founded in the 1850s. Reconstruction took place in the آرت دکو style, with new buildings being limited to two storeys. بتن مسلح was used and older materials such as bricks were banned. The buildings have low relief ornamentation with prevailing Art Deco motifs but also with مائوری designs. |        |
| ۷ | Whakarua Moutere (North East Islands)                 | A view at an island with steep rocky slopes from the sea level                | منطقه نورثلند               | ۲۰۰۷    | vii, viii, ix, x     | This nomination comprises nine clusters of islands and marine sites along the northern coast of جزیره شمالی. Two of the islands have marine reserves established in the waters around them. The islands importantly help the conservation and recovery of the species that are threatened on the mainland. Manawatāwhi / Three Kings Islands is pictured. |        |
| ۸ | Waitangi Treaty Grounds historic precinct             | A building with wooden Māori-style carvings                                   | منطقه نورثلند               | ۲۰۰۷    | i, ii, iii, iv, vi   | The site comprises buildings related to the history of New_Zealand. The Treaty House belonged to James Busby and was the site of the meetings between the British and the مائوری، which resulted in the Declaration of the Independence of New_Zealand in 1835. In 1840, the معاهده وایتانگی was signed here. The house was renovated and modified in the 1930s for the centennial, however, the modifications were removed in 1989 and the building was restored to the original setting. The Māori meeting house Te Whare Runanga (pictured) was built in 1939, also for the centennial celebrations. |        |